# Grandchamps-des-Fontaines
Grandchamps-des-Fontaines település Franciaországban, Loire-Atlantique megyében. Lakosainak száma 6910 fő (2022. január 1.). Grandchamps-des-Fontaines Casson, La Chapelle-sur-Erdre, Héric, Notre-Dame-des-Landes, Sucé-sur-Erdre és Treillières községekkel határos.

## Népesség
A település népességének változása:
| Lakosok száma | 1291 | 2223 | 2464 | 4225 | 5435 | 5665 | 6016 | 6439 | 6606 | 6910 |
|               | 1968 | 1982 | 1990 | 2006 | 2013 | 2015 | 2017 | 2019 | 2020 | 2022 |